# 高見三郎
高見 三郎（たかみ さぶろう、1904年1月8日 – 1978年2月28日）は、昭和期の政治家、官僚。文部大臣。

## 来歴・人物
山口県美祢郡東厚保村（現・美祢市）小杉に、農業・高見政五郎の次男として生まれる。高等小学校を卒業後、炭焼きをしながら独学で教員免許を取得、小学校代用教員となる。その後軍隊生活等を経て、1928年大阪府天王寺師範学校第二部（現・大阪教育大学）を卒業、1929年関西大学専門部法科卒業後、大阪府庁学務部に勤務するが、1929年に高等文官試験行政科に合格する。翌1930年には法律科にも合格し、1938年内務省に入省する。
秋田県社会部長、警視庁警視、和歌山県警察部長、奈良県経済部長等を経て、静岡県経済部長となるが、1951年次期県知事の有力候補者であった県総務部長の斎藤寿夫と親しいことを理由に、当時の小林武治知事によって左遷される。高見はただちに斎藤の下に走り、猛然と“八ツ当たり的運動”を展開、ついに小林を知事選出馬断念に追い込んだ。斎藤が知事に当選すると副知事に就任し1952年の第25回衆議院議員総選挙に吉田茂率いる自由党公認で静岡1区から立候補し当選を果たす（当選同期に福田赳夫・植木庚子郎・黒金泰美・内田常雄・丹羽喬四郎・灘尾弘吉・宇都宮徳馬・加藤精三・山崎巌・今松治郎・重政誠之・町村金五・古井喜実など）。以後当選8回。
保守合同後は宏池会（池田勇人→前尾繁三郎→大平正芳派）に所属する。文部政務次官、衆院農林水産、文教各委員長を経て、1971年第3次佐藤内閣改造内閣にて文部大臣として入閣する。就任後は5年ぶりに日本教職員組合委員長とのトップ会談を再開させたほか、自民党内の反対を押し切って中央教育審議会委員の総入れ替えを断行、初めて労働界から同盟会長（当時）滝田実を任命し、また文化人から遠藤周作・有吉佐和子・浅利慶太らをメンバーに加えるなど、思い切った人材登用を行った。また、私学との格差是正のため、国立大学授業料の3倍値上げにも踏み切った。1976年政界を引退。
イガグリ頭にしゃがれ声、野人的な風貌と、エリート然とした他の内務官僚出身者とは一味違う異色の存在であった。1975年勲一等瑞宝章受章。
1978年2月28日死去。享年74。

## 著書
- 『負けてたまるか』評伝編集委員会 1975